# Псекупс
Псекупс (рус. Псекупс, адиг. Псэкъупс) река је на југу европског дела Руске Федерације. Протиче преко југозападних делова Краснодарске покрајине и запада Републике Адигеје. Лева је притока реке Кубањ и део басена Азовског мора. Административно протиче преко територија Туапсиншког рејона и Горјачкокључког округа. 
Најважније насеље на њеним обалама је бањски центар Горјачи Кључ, а у њеној долини се налазе бројни минерални извори. 

## Опис система
Река Псекупс започиње свој ток на северним обронцима Великог Кавказа, односно на североисточној падини планине Лисаје (висине 974 м) на територији Туапсиншког рејона. Највећим делом свог тока тече у смеру севера у дужини од 146 km и обухвата сливно подручје површине 1.430 km². Улива се у вештачко Краснодарско језеро (саграђено на реци Кубању) североисточно од града Адигејска. 
У горњем делу тока Псекупс тече кроз уску и дубоку долину са свих страна прекривену густим шумама. У том делу тока река је доста брза и са нешто израженијим падом корита. Низводно од Горјачег Кључа корито се шири, обале су доста ниже, а густе планинске шуме постепено замењује култивисана степа. Узводно од ушћа обале Псекупса су неретко замочварене и подложне интензивнијем плављењу. 
Река се равномерно храни водом из атмосферских падавина и из подземних извора. Ниво воде у реци доста варира током године, па је тако просечан проток око 20 m³/s, док максималан проток неретко прелази и 1.000 20 m³/s. Лед на реци се доста ретко формира, углавном за време хладнијих зима, и у тим случајевима појаве леденог покривача имају местимичан карактер. На местима где се у реку уливају извори са минералном водом, вода у реци поприма карактеристичну боју, мирис и укус. 
Псекупс прима бројне притоке, како са леве, тако и са десне стране. Највеће међу њима су Диш, Чепси и Кавјарзе (позната и као Кобза) са леве, те Хатипс са десне стране. 
Протиче кроз град Горјачи Кључ и станицу Саратовскују. 